# Hökməli
Hökməli è un comune dell'Azerbaigian situato nel distretto di Abşeron. Conta una popolazione di 4 463 abitanti.